# Liste der Staatsstraßen in Oberfranken
Diese Liste der Staatsstraßen in Oberfranken ist eine Auflistung der Staatsstraßen im zu Bayern gehörenden Oberfranken. Als Abkürzung für diese Staatsstraßen dient die Abkürzung St. Die weiteren bayerischen Staatsstraßen stehen auf den folgenden Seiten:
- Liste der Staatsstraßen in Mittelfranken
- Liste der Staatsstraßen in Niederbayern
- Liste der Staatsstraßen in Oberbayern
- Liste der Staatsstraßen in der Oberpfalz
- Liste der Staatsstraßen in Schwaben
- Liste der Staatsstraßen in Unterfranken

Die Bundesautobahnen und Bundesstraßen werden gestalterisch hervorgehoben.

## Liste
Der Straßenverlauf wird in der Regel von Nord nach Süd und von West nach Ost angegeben.
| Nr.     | Verlauf |
| ------- | --- |
| St 2120 | / – Althaidhof – Neuhaidhof – Engelmannsreuth – Bezirksgrenze – (St 2120 in der Oberpfalz) |
| St 2158 | in Naila – Molkenbrunn – Marlesreuth – St 2194 – Döbra – Thron – Pillmersreuth – St 2194 – Lehsten – St 2195 – Eppenreuth – Grafengehaig – Großrehmühle – in Marktleugast |
| St 2162 | / – Pegnitz – St 2403 – Hainbronn – Bezirksgrenze – (St 2162 in der Oberpfalz) |
| St 2163 | – Bruckmühle – Goldmühl – Goldkronach – Dressendorf – Allersdorf – St 2181 – … – in Bayreuth – Geigenreuth – Mistelbach – St 2185 – Pittersdorf – Hummeltal – Creez – Bärnreuth – Muthmannsreuth – Hinterkleebach – St 2184 – Hohenmirsberg – Pottenstein – St 2685 – Weidenloh – Kirchenbirkig – Regenthal – Weidenhüll (bei Leienfels) – Leupoldstein – Betzenstein – Ottenhof – Plech – Bezirksgrenze – (St 2163 in Mittelfranken) |
| St 2169 | in Marktredwitz – – Bezirksgrenze – (St 2169 in der Oberpfalz) |
| St 2176 | in Weißdorf – Benk – Kirchenlamitz – St 2177 – Raumetengrün – Marktleuthen – St 2179 – St 2177 – Hebanz – Höchstädt im Fichtelgebirge – St 2180 – St 2665 – Thiersheim – St 2180 – Bergnersreuth – Arzberg – Heiligenfurt – Bezirksgrenze – (St 2176 in der Oberpfalz) |
| St 2177 | in Hof – Moschendorf – Oberkotzau – Fattigau – Schwarzenbach an der Saale – Kirchenlamitz – St 2176 – Raumetengrün – Marktleuthen – St 2179 – St 2176 – Neudes – Röslau – St 2180 – Brücklas – Wunsiedel – St 2665 – Bad Alexandersbad – Sichersreuth – Marktredwitz – Bezirksgrenze – (St 2177 in der Oberpfalz) – Bezirksgrenze – Kirchenpingarten – Waizenreuth – St 2181 in Mengersreuth |
| St 2178 | – Selb – Silberbach – Hohenberg an der Eger – Schirnding – Seedorf – Bezirksgrenze – (St 2178 in der Oberpfalz) |
| St 2179 | St 2176/St 2177 in Marktleuthen – Großwendern – Spielberg – St 2454 – Oberweißenbach – Selb – Staatsgrenze – ( in Tschechien) |
| St 2180 | – Gefrees – St 2464 – Knopfhammer – Kornbach – Torfmoorhölle – Voitsumra – Bad Weißenstadt – Franken – St 2177 – Röslau – Rauschensteig – Bernstein – St 2176 – St 2665 – Thiersheim – St 2176 – Stemmas – Kothigenbibersbach – Rosenbühl – |
| St 2181 | / in Bayreuth – St 2163 – Friedrichsthal – Untersteinach – Görschnitz – Weidenberg – St 2463 – Mengersreuth – St 2177 – Mittlernhammer – Sophienthal – Warmensteinach – Oberwarmensteinach – Fichtelberg – St 2981 – Mehlmeisel – Bezirksgrenze – (St 2181 in der Oberpfalz) |
| St 2182 | in Kauerndorf – Fölschnitz – Ködnitz – Waizendorf – Trebgast – St 2183 – Ziegelhütte – Himmelkron – |
| St 2183 | in Wirsberg – Neuenmarkt – Hegnabrunn – Schlömen – St 2182 – Trebgast – Unterlaitsch – Harsdorf – Sandreuth – Ramsenthal – Eckershof – St 2460 in Bindlach |
| St 2184 | St 2185 – Freiahorn – Poppendorf – St 2163 – Vorderkleebach – Trockau – Lindenhardt – Schwürz – Gottsfeld – Bühl – Creußen – / – Neuhof – Seidwitz – Unterschwarzach – Windischenlaibach – Kirchenlaibach (– Abzweig zur ) – Plössen – Bezirksgrenze – (St 2184 in der Oberpfalz) |
| St 2185 | St 2163 in Mistelbach – Mistelgau – Glashütten – Volsbach – Hundshof – St 2184 – Kirchahorn – Oberailsfeld – in Behringersmühle |
| St 2186 | in Streitberg – Oberfellendorf – Gößmannsberg – Wüstenstein – Siegritzberg – Breitenlesau – Kaupersberg – St 2188 – St 2191 – Plankenfels – Truppach – Obernsees – Tröbersdorf – |
| St 2187 | St 2197 in Ebensfeld – Prächting – Kleukheim – Schweisdorf – Scheßlitz – St 2190 – Zeckendorf – Ludwag – Neudorf – St 2181 – Herzogenreuth – Tiefenpölz – Oberleinleiter – Burggrub – St 2188 – Zoggendorf – St 2188 – Heiligenstadt in Oberfranken – Traindorf – Unterleinleiter – in Gasseldorf |
| St 2188 | St 2244 – Amlingstadt – Wernsdorf – St 2210 – Leesten – St 2210 – Mistendorf – Zeegendorf – Teuchatz – Burggrub – St 2187 – Zoggendorf – St 2187 – Neumühle – Aufseß – St 2189 – Hochstahl – Kobelsberg – Dörnhof – St 2186 |
| St 2189 | St 2188 in Aufseß – Neuhaus – Sachsendorf – Hollfeld – St 2181 – St 2191 – St 2191 – Kainach – Wonsees – Zedersitz – Schirradorf – St 2190 – Kasendorf – St 2190 – Thurnau – St 2689 (– Abzweig zur ) – Unterobsang – Muckenreuth – |
| St 2190 | in Hallstadt – Bamberg – St 2244 – Lichteneiche – Memmelsdorf – Drosendorf – Straßgiech – St 2210 – Scheßlitz – St 2187 – / – … – – Roßdorf am Berg – Wölkendorf – St 2181 – Fesselsdorf – Azendorf – St 2189 – Kasendorf – St 2189 – Krumme Fohre – St 2689 – Rother Hügel – Katschenreuth – Melkendorf – in Kulmbach |
| St 2191 | – Weidhausen bei Coburg – Lettenreuth – Marktzeuln – / – … – in Burgkunstadt – Altenkunstadt – St 2203 – Weismain – Schammendorf – St 2210 – Kleinziegenfeld – St 2190 – Wotzendorf – Eichenhüll – St 2189 – Hollfeld – St 2189 – Stechendorf – Gottenhof – Kalkbusch – Plankenfels – St 2186 – Nankendorf – Gutenbiegen – Waischenfeld – Doos – Behringersmühle – St 2185 – Gößweinstein – St 2685 – Stadelhofen – Kleingesee – Leimersberg – Geschwand – St 2260 – |
| St 2192 | St 2198 in Untertiefengrün – Lamitz – Joditz – Brunnenthal – Unterkotzau – in Hof – … – in Hof – Jägersruh – Neugattendorf – St 2452 – Regnitzlosau – in Rehau – … – in Rehau – Heinersberg – Neuhausen – Staatsgrenze – (2161 in Tschechien) |
| St 2193 | St 2192 – Neugattendorf – St 2452 – Landesgrenze – (K 7855 im Vogtlandkreis, Sachsen) – Landesgrenze – Staatsstraße ohne Anschluss an eine klassifizierte Straße – Landesgrenze – (K 7855 im Vogtlandkreis, Sachsen) (jetzt HO 16 im Landkreis Hof) |
| St 2194 | St 2198 in Geroldsgrün – Straßdorf – Schwarzenbach am Wald – St 2211 – Kleindöbra – St 2158 – Döbra – Thron – Pillmersreuth – St 2158 – Kollerhammer – Kleinschwarzenbach – Helmbrechts – St 2195 – Münchberg – Straas – |
| St 2195 | (K 563 im Saale-Orla-Kreis, Thüringen) – Landesgrenze – Lichtenberg – St 2196 – St 2198 – Marxgrün – St 2198 – Naila – Selbitz – Weidesgrün – Schauenstein – Volkmannsgrün – St 2693 – Helmbrechts – St 2194 – Oberweißenbach – Ort – Ochsenbrunn-Bärenbrunn – Gösmes – St 2158 – Enchenreuth – Heinersreuth – St 2211 – Schnebes – Presseck – Braunersreuth – Unterzaubach – |
| St 2196 | (L 1093 in Thüringen) – Landesgrenze – Lichtenberg – St 2195 – Bad Steben – St 2198 in Thierbach |
| St 2197 | in Lichtenfels – Grundfeld – St 2204 – Bad Staffelstein – St 2204 – Unterneuses – Ebensfeld – St 2187 – St 2987 – Unterleiterbach – Zapfendorf – Unteroberndorf – |
| St 2198 | in Förtschendorf – Teuschnitz – Rappoltengrün – Tschirn – St 2200 – St 2207 – Nordhalben – Grund – St 2698 – St 2707 – Dürrenwaiderhammer – Dürrenwaid – Geroldsgrün – St 2194 – Bobengrün – Thierbach – St 2196 – St 2195 – Marxgrün – St 2195 – Hölle – Issigau – Berg – St 2692 – Schnarchenreuth – Tiefengrün – St 2192 – Untertiefengrün – Landesgrenze – (L 1092 in Thüringen) Verlauf |
| St 2200 | St 2198 in Tschirn – Effelter – Lahm – Hesselbach – Wilhelmsthal – Steinberg – Friesen – Dörfles – / in Kronach – … – in Johannisthal – Theisenort – Schmölz – St 2208 in Beikheim |
| St 2201 | (L 1152 in Thüringen) – Landesgrenze – Tettau – Alexanderhütte – St 2209 – Sattelgrund – Schauberg – Landesgrenze – (L 1152 in Thüringen) – (L 2661 in Thüringen) – Landesgrenze – Welitsch – in Pressig |
| St 2202 | in Tambach – Altenhof – Weitramsdorf – Weidach – Vogelherd – Eichhof – Dörfles – in Coburg |
| St 2203 | in Lichtenfels – Mistelfeld – Klosterlangheim – Roth – Burkheim – Pfaffendorf – St 2191 |
| St 2204 | (L 1135 in Thüringen) – Landesgrenze – Autenhausen – Gemünda – Dietersdorf – Seßlach – Bodelstadt – Gleußen – Herreth – Unnersdorf – St 2197 – Bad Staffelstein – St 2197 – Horsdorf – Stublang – Frauendorf – Schwabthal – End – Kaider – Kümmersreuth – St 2210 |
| St 2205 | (L 1153 in Thüringen) – Landesgrenze – Bad Rodach – Neida – in Coburg |
| St 2206 | (L 1112 in Thüringen) – Landesgrenze – Fischbach – Mittelberg – Waltersdorf – Rödental – Spittelstein – Blumenrod – Fechheim – Unterwasungen – St 2708 in Fürth am Berg |
| St 2207 | (L 1095 in Thüringen) – Landesgrenze – St 2198 – Nordhalben – St 2698 – St 2707 – Steinwiesen – |
| St 2208 | (K 28 im Landkreis Sonneberg, Thüringen) – Landesgrenze – Fürth am Berg – Landesgrenze – (K 28 im Landkreis Sonneberg, Thüringen) – Landesgrenze – St 2708 – Mitwitz – Leutendorf – Beikheim – St 2200 – Mannsgereuth – Trainau – Redwitz an der Rodach – |
| St 2209 | St 2201 in Alexanderhütte – Kleintettau – Steinbach am Wald – Landesgrenze – (L 1096 in Thüringen) |
| St 2210 | St 2191 – Arnstein – Bojendorf – Mährenhüll – Wattendorf – St 2204 – Roßdach – Weichenwasserlos – Stübig – Burgellern – Scheßlitz – St 2190 – St 2187 – St 2190 – Köttensdorf – Kremmeldorf – Schammelsdorf – Litzendorf – St 2281 – Geisfeld – St 2276 – Leesten – St 2188 – Wernsdorf – St 2188 – Friesen – Seigendorf – St 2260 in Buttenheim |
| St 2211 | St 2194 in Schwarzenbach am Wald – Rauschenhammermühle – St 2711 – Kreuzknock – St 2195 Verlauf |
| St 2236 | in Forchheim – Gosberg – Dobenreuth – Kunreuth – St 2242 – Weingarts – Walkersbrunn – Dachstadt – Igensdorf – – … – Bezirksgrenze – (St 2236 in Mittelfranken) |
| St 2240 | (St 2240 in Mittelfranken) – Bezirksgrenze – Dormitz – St 2243 – Eschenau – Kleinsendelbach – Steinbach – St 2740 – Bezirksgrenze – (St 2240 in Mittelfranken) |
| St 2241 | in Hiltpoltstein – Bezirksgrenze – (St 2241 in Mittelfranken) |
| St 2242 | (St 2242 in Mittelfranken) – Bezirksgrenze – Langensendelbach – Effeltrich – St 2243 – Gaiganz – Kunreuth – St 2236 – Mittelehrenbach – Dietzhof – Leutenbach – Hundsboden – Egloffsteinerhüll – St 2260 in Egloffstein |
| St 2243 | / in Forchheim – Kersbach – Effeltrich – St 2242 – Honings – Neunkirchen am Brand – St 2240 – Bezirksgrenze – (St 2243 in Mittelfranken) |
| St 2244 | / – Bamberg – St 2190 – St 2281 – St 2276 – St 2188 – Strullendorf – Hirschaid – St 2260 – Altendorf – St 2260 – Neuses an der Regnitz – St 2264 – Büg bei Eggolsheim – Forchheim – – Bezirksgrenze – (St 2244 in Mittelfranken) |
| St 2254 | in Bamberg – Waizendorf – Obergreuth – Frensdorf – St 2260 – Herrnsdorf – St 2260 – Bezirksgrenze – (St 2254 in Mittelfranken) |
| St 2258 | (St 2258 in Unterfranken) – Bezirksgrenze – Ebrach – Buch – Großbirkach – Bezirksgrenze – (St 2258 in Unterfranken) |
| St 2259 | – Bezirksgrenze – (St 2259 in Mittelfranken) |
| St 2260 | (St 2260 in Unterfranken) – Bezirksgrenze – Aschbach – Schlüsselfeld – St 2262 – St 2261 – Elsendorf – Güntersdorf – Bezirksgrenze – (St 2260 in Mittelfranken) – Bezirksgrenze – Stolzenroth – Steppach – St 2263 – Oberndorf – Sambach – Wingersdorf – St 2254 – Herrnsdorf – St 2254 – Robersdorf – Köttmannsdorf – Sassanfahrt – Hirschaid – St 2244 – Altendorf – St 2244 – Buttenheim – St 2210 – St 2960 – Drügendorf – Ebermannstadt – Pretzfeld – St 2760 – Lützelsdorf – Wannbach – Unterzaunsbach – Schweinthal – Mostviel – Egloffstein – St 2242 – St 2191 – Haselstauden – Untertrubach – Wolfsberg – Reichelsmühle – Ziegelmühle – Hackermühle – Schlöttermühle – Obertrubach – |
| St 2261 | St 2260 in Schlüsselfeld – Bezirksgrenze – (St 2261 in Mittelfranken) |
| St 2262 | St 2281 in Unterhaid – Viereth – Trosdorf – Tütschengereuth – Triefenbach – Trabelsdorf – St 2276 – Lisberg – Frenshof – St 2279 – Steinsdorf – Dietendorf – Ampferbach – Burgebrach – Reichmannsdorf – Untermelsendorf – Obermelsendorf – Thüngbach – St 2260 in Schlüsselfeld |
| St 2263 | in Unterneuses – Steppach – St 2260 – Pommersfelden – Limbach – St 2285 – Bezirksgrenze – (St 2263 in Mittelfranken) |
| St 2264 | (St 2264 in Mittelfranken) – Bezirksgrenze – Willersdorf – St 2244 in Neuses an der Regnitz |
| St 2274 | (St 2274 in Unterfranken) – Bezirksgrenze – Staatsstraße ohne Anschluss an eine klassifizierte Straße – Bezirksgrenze – (St 2274 in Unterfranken) |
| St 2276 | (St 2276 in Unterfranken) – Bezirksgrenze – Priesendorf – Trabelsdorf – St 2262 – Feigendorf – Kolmsdorf – Walsdorf – St 2279 – Erlau – Mühlendorf – Stegaurach – St 2254 – Bamberg – St 2244 – St 2210 in Geisfeld |
| St 2277 | (St 2277 in Unterfranken) – Bezirksgrenze – St 2281 – Appendorf – Godelhof – in Baunach |
| St 2278 | (St 2278 in Unterfranken) – Bezirksgrenze – Kaltenbrunn – |
| St 2279 | (St 2279 in Unterfranken) – Bezirksgrenze – Halbersdorf – Zettmansdorf – Oberneuses – Schönbrunn im Steigerwald – Steinsdorf – St 2262 – St 2276 in Walsdorf |
| St 2281 | (St 2281 in Unterfranken) – Bezirksgrenze – Leppelsdorf – Deusdorf – Lauter – Appendorf – St 2277 – Bezirksgrenze – (St 2281 in Unterfranken) – Bezirksgrenze – Staffelbach – Unterhaid – St 2262 – Oberhaid – Dörfleins – Hallstadt – Bamberg – St 2190 – St 2244 – Pödeldorf – Naisa – Litzendorf – St 2210 – Lohndorf – Tiefenellern – St 2187 – Laibarös – Voitmannsdorf – Drosendorf an der Aufseß – St 2189 in Hollfeld |
| St 2285 | St 2263 – Bezirksgrenze – (St 2285 in Mittelfranken) |
| St 2403 | St 2162 in Pegnitz – Neuhof – Troschenreuth – Bezirksgrenze – (St 2403 in der Oberpfalz) |
| St 2452 | – Gumpertsreuth – Neuenreuth – Neugattendorf – St 2193 – St 2192 |
| St 2453 | St 2192 – Nentschau – Landesgrenze – (S 307 im Sachsen) |
| St 2454 | St 2192 – Perlenhaus – Schönwald – Brunn – Gutschönlind – St 2179 |
| St 2460 | in Bayreuth – Bindlach – St 2183 – Röhrig – Benk – Neudorf – Bad Berneck im Fichtelgebirge – |
| St 2461 | – Krötenbruck – Lausenhof – Martinsreuth – Konradsreuth – Weißlenreuth – Reuthlas – Hintere und Vordere Horlachen – Münchberg – |
| St 2463 | in Seybothenreuth – St 2181 in Weidenberg |
| St 2663 | St 2163 in Kirchenbirkig – in Schüttersmühle |
| St 2665 | St 2180 – Göpfersgrün – Holenbrunn – Wunsiedel – St 2177 – Schönbrunn – Furthammer – Tröstau – Wurmloh – Mühlbühl – Nagel – Bezirksgrenze – (St 2665 in der Oberpfalz) |
| St 2685 | in Ebermannstadt – Kanndorf – Moggast – Leutzdorf – Gößweinstein – St 2191 – Straßhüll – Siegmannsbrunn – St 2163 in Pottenstein |
| St 2689 | St 2190 – Döllnitz – Thurnau – St 2189 – |
| St 2692 | St 2198 in Berg – Verlauf |
| St 2693 | St 2193 in Volkmannsgrün – Neudorf – Neumühl – Leupoldsgrün – / |
| St 2698 | St 2207 in Nordhalben – St 2198 in Grund |
| St 2707 | St 2198 – St 2207 |
| St 2708 | – Horb bei Fürth am Berg – Fürth am Berg – St 2206 – Wörlsdorf – St 2208 – Mitwitz – Kaltenbrunn – Haig – |
| St 2711 | – Löhmarmühle – St 2211 Verlauf |
| St 2740 | St 2240 – Bezirksgrenze – (St 2740 in Mittelfranken) |
| St 2760 | – St 2260 in Pretzfeld |
| St 2779 | St 2279 in Schönbrunn im Steigerwald – St 2262 in Ampferbach |
| St 2960 | – Buttenheim – St 2260 |
| St 2965 | St 2180 in Bernstein – Sinatengrün – St 2665 |
| St 2981 | St 2181 in Fichtelberg – |
| St 2987 | St 2197 in Ebensfeld – |